# Christopher Hadfield
Christopher Austin Hadfield (* 29. srpna 1959 Sarnia, Ontario, Kanada), původně vojenský pilot, je od června 1992 jedním z kanadských astronautů. Poprvé vzlétl do vesmíru roku 1995 v raketoplánu Atlantis při letu STS-74 na ruskou vesmírnou stanici Mir, podruhé roku 2001 v raketoplánu Endeavour pri misi STS-100 na Mezinárodní vesmírnou stanici (ISS). Od začátku roku 2010 se připravoval na půlroční let na ISS v rámci Expedice 34 a 35, ke stanici odstartoval v prosinci 2012, na Zem se vrátil v květnu 2013.

## Život

### Mládí, pilot
Střední školu Chris Hadfield ukončil roku 1977. V letech 1978–1980 studoval na Royal Roads Military College ve Victorii v Britské Kolumbii, poté na Royal Military College v Kingstonu v Ontariu, zde roku 1982 získal titul bakaláře strojírenství. Do roku 1985 procházel leteckým výcvikem na různých základnách kanadského vojenského letectva. Potom sloužil u 425. peruti (425 Squadron) kanadského letectva. V letech 1988–1989 studoval ve škole zkušebních letců na Edwardsově letecké základně. Od roku 1989 byl na tři roky přidělen na leteckou základnu amerického námořnictva Patuxent River (Patuxent River Naval Air Station). Roku 1992 se stal magistrem na University of Tennessee, studoval zde letecké systémy.

### Astronaut
Přihlásil se do druhého kanadského náboru astronautů vyhlášeného Kanadskou kosmickou agenturou (CSA), prošel všemi koly výběru a 8. června 1992 se stal jedním ze čtveřice nových astronautů CSA. Ještě týž rok zahájil základní kosmonautický výcvik a získal kvalifikaci „letový specialista“ raketoplánu.
Byl jmenován členem posádky letu STS-74 raketoplánu Atlantis. Do kosmu odstartoval 12. listopadu 1995. Cílem letu byla doprava zásob, vybavení a především Stykového modulu na stanici Mir, šlo o druhou návštěvu Miru americkými raketoplány. Hadfield se tak stal jediným Kanaďanem, který kdy navštívil stanici Mir. Atlantis přistála 20. listopadu, v kosmu strávila 8 dní, 4 hodiny a 31 minut.
Sloužil v houstonském středisku řízení letů na postu hlavního operátora (CapCom) pro spojení s astronauty, celkem při 25 letech raketoplánů. V letech 1996–2000 byl vedoucím oddílu astronautů CSA.
V červnu 1997 byl zařazen do posádky letu STS-99, později přejmenovaného na STS-100. Podruhé vzlétl na oběžnou dráhu 19. dubna 2001 v raketoplánu Endeavour. Cílem mise byla doprava vybavení a zásob na Mezinárodní vesmírnou stanici (ISS). Let trval 11 dní, 21 hodin a 30 minut, raketoplán přistál 1. května 2001.
V letech 2001–2003 zastával funkci ředitele operací NASA (Director of Operations for NASA) ve Středisku přípravy kosmonautů ve Hvězdném městečku. Roku 2003 odešel z kanadské armády, po 25 letech služby.
V srpnu 2007 byl Hadfield předběžně vybrán náhradníkem Roberta Thirska v Expedici 20/21 na ISS se startem v květnu 2009, v únoru 2008 jmenování oficiálně potvrdila NASA. Začátkem roku 2010 byl vybrán do záložní posádky Expedice 31/32 (startující v březnu 2012) a hlavní posádky Expedice 34/35 se startem plánovaným na listopad 2012.
Potřetí do vesmíru vzlétl 19. prosince 2012 jako palubní inženýr Sojuzu TMA-07M společně s velitelem lodi Romanem Romaněnkem a Thomasem Marshburnem, o dva dny později se připojili k posádce ISS. Na stanici pracoval jako palubní inženýr třicáté čtvrté a velitel pětatřicáté expedice. Na Zem se posádka Sojuzu TMA-07M vrátila 14. května 2013.
K 3. červenci 2013 odešel z Kanadské kosmické agentury.
Chris Hadfield je ženatý, má tři děti.